# Gurdwara Karte Parwan de Kabul
La Gurdwara Karte Parwan de Kabul (en hindi: काबुल के गुरुद्वारा) se encuentra en el barrio de Karte Parwan de Kabul, Afganistán, y es una de las principales gurdwaras de la región. La gurdwara significa la entrada al gurú, y es un lugar de culto para los sijs. Antaño había millas de sikhs viviendo en Kabul antes de la Revolución Saur de 1978 y la Guerra afgano-soviética. Muchos de ellos huyeron entre los refugiados afganos en los años 1980 y 1990 a la India y al vecino Pakistán. Después de la invasión estadounidense de Afganistán de finales de 2001, algunos de ellos decidieron regresar. A partir de 2008, se estima que hay 2.500 personas "sijs" viviendo en Afganistán.